# 紀元前22年
紀元前22年（きげんぜん22ねん）。

## 他の紀年法
- 干支 : 己亥
- 日本
  - 垂仁天皇8年
  - 皇紀639年
- 中国
  - 前漢 : 陽朔3年
- 朝鮮
  - 高句麗 : 東明聖王16年
  - 新羅 : 赫居世36年
  - 檀紀2312年
- 仏滅紀元 : 522年
- ユダヤ暦 : 3739年 - 3740年

## できごと

### ローマ
- 執政官 - ルキウス・アッルンティウスとマルクス・クラウディウス・マルケッルス・アエセルニヌス
- ケンソル - Aemilius Lepidus PaullusとLucius Munatius Plancus
- エジプト長官のGaius Petronius Pontius Nigrinusが第22軍団デイオタリアナ及び第3軍団キュレナイカを伴ってナイル川を下り、ヌビアの首都ナパタを攻撃した。